# Cavendishia nitens
Cavendishia nitens är en ljungväxtart som beskrevs av Herman Otto Sleumer. Cavendishia nitens ingår i släktet Cavendishia och familjen ljungväxter. Inga underarter finns listade i Catalogue of Life.